# Hotter than Hell (Lied)
Hotter than Hell (englisch für „heißer als [die] Hölle“) ist ein Lied der britisch-albanischen Popsängerin Dua Lipa aus ihrem Debütalbum Dua Lipa.

## Kommerzieller Erfolg

### Chartplatzierungen
| ChartsChartplatzierungen     | Höchstplatzierung | Wochen |
| ---------------------------- | ----------------- | ------ |
| Deutschland (GfK)            | 71 (12 Wo.)       | 12     |
| Österreich (Ö3)              | 65 (4 Wo.)        | 4      |
| Vereinigtes Königreich (OCC) | 15 (21 Wo.)       | 21     |

| ChartsJahrescharts (2016)    | Platzierung |
| ---------------------------- | ----------- |
| Vereinigtes Königreich (OCC) | 75          |

### Auszeichnungen für Musikverkäufe
| Land/Region                  | Auszeichnungen für Musikverkäufe (Land/Region, Auszeichnung, Verkäufe) | Verkäufe  |
| ---------------------------- | ---------------------------------------------------------------------- | --------- |
| Australien (ARIA)            | Gold                                                                   | 35.000    |
| Dänemark (IFPI)              | Gold                                                                   | 45.000    |
| Deutschland (BVMI)           | Gold                                                                   | 200.000   |
| Kanada (MC)                  | Platin                                                                 | 80.000    |
| Neuseeland (RMNZ)            | Gold                                                                   | 15.000    |
| Niederlande (NVPI)           | Platin                                                                 | 40.000    |
| Norwegen (IFPI)              | Platin                                                                 | 60.000    |
| Polen (ZPAV)                 | Platin                                                                 | 50.000    |
| Schweden (IFPI)              | Platin                                                                 | 40.000    |
| Vereinigtes Königreich (BPI) | Platin                                                                 | 600.000   |
| Insgesamt                    | 4× Gold · 6× Platin ·                                                  | 1.165.000 |

Hauptartikel: Dua Lipa/Auszeichnungen für Musikverkäufe